# Guillermo Timoner
Guillermo Timoner Obrador (ur. 24 marca 1926 w Felantix, zm. 17 sierpnia 2023 w Madrycie) – hiszpański kolarz torowy i szosowy, ośmiokrotny medalista torowych mistrzostw świata.

## Kariera
Pierwszy sukces w karierze Guillermo Timoner osiągnął w 1955 roku, kiedy zwyciężył w wyścigu ze startu zatrzymanego zawodowców podczas torowych mistrzostw świata w Mediolanie. Wynik ten Hiszpan powtórzył pięciokrotnie: na MŚ w Amsterdamie (1959), MŚ w Lipsku (1960), MŚ w Zurychu (1961), MŚ w Paryżu (1964) oraz MŚ w San Sebastián (1965). W tej samej konkurencji Timoner zdobył także dwa srebrne medale: podczas mistrzostw świata w Kopenhadze (1962), gdzie wyprzedził go tylko Australijczyk Graeme French oraz podczas mistrzostw w Paryżu (1958), gdzie uległ jedynie Walterowi Bucherowi ze Szwajcarii. Wielokrotnie zdobywał medale torowych mistrzostw kraju, w tym 24 złote. Startował także w wyścigach szosowych, jednak bez większych sukcesów. Nigdy nie wystąpił na igrzyskach olimpijskich.